# キム・レイノルズ
キム・レイノルズ（英語: Kim Reynolds）、本名キンバリー・ケイ・レイノルズ（Kimberly Kay Reynolds、1959年8月4日 - ）は、アメリカ合衆国の政治家。所属政党は共和党。2017年5月24日から第43代アイオワ州知事を務めており、アイオワ州初の女性州知事である。第46代アイオワ州副知事、アイオワ州上院議員を歴任した。政治家になる前には、クラーク郡財務官を4期務めていた。前任のテリー・ブランスタッドが駐中華人民共和国特命全権大使就任に伴って辞任したため、レイノルズが州知事に就任した。2018年5月には州のエネルギー政策を変更する法案と、全米一厳しいと言われる人工中絶禁止法に署名した。また、2018年の州知事選挙に勝利し、正式な任期が開始した。

## 生い立ち・家族関係・私生活

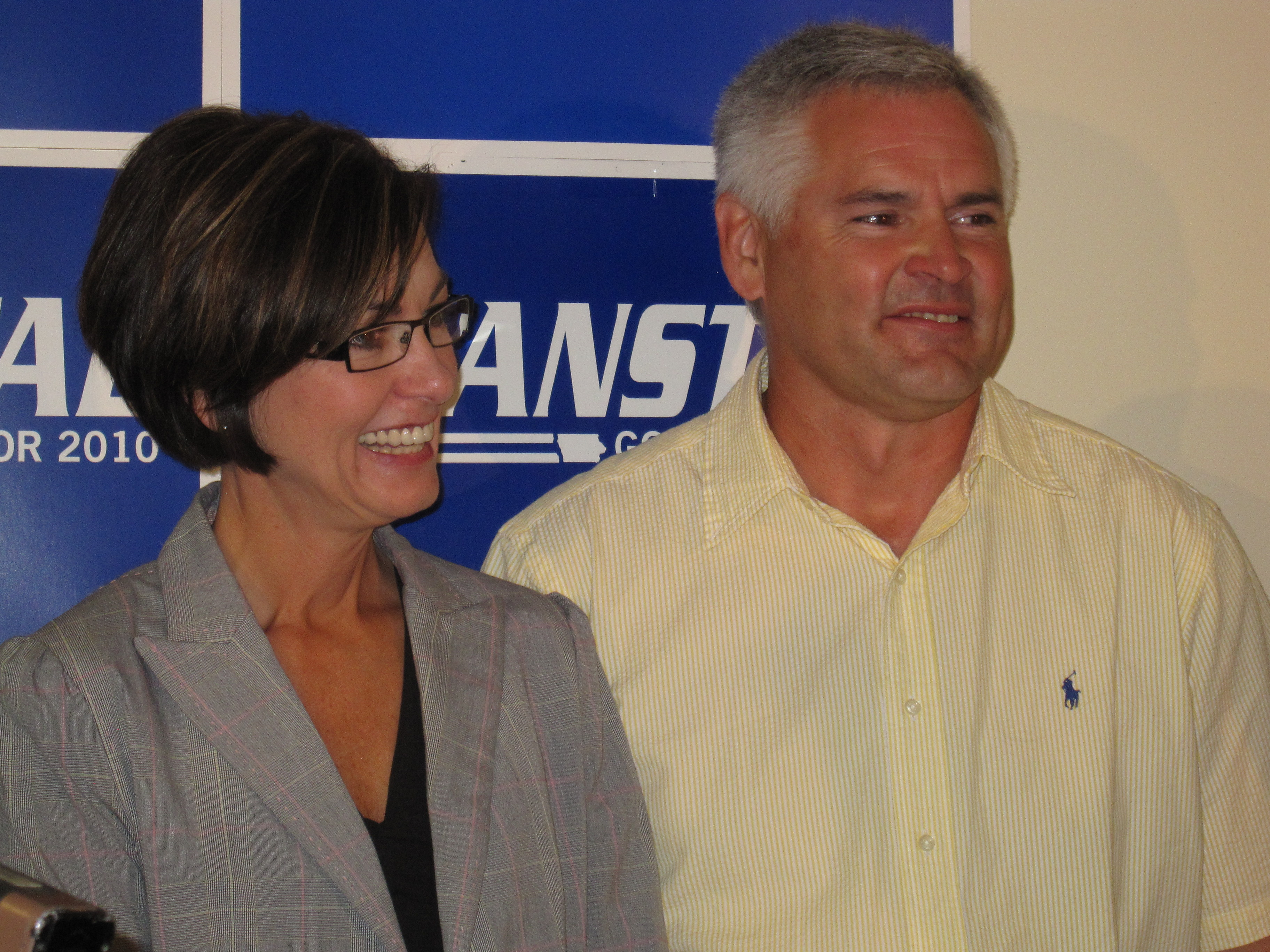
夫のケビン・レイノルズと一緒に写るキム・レイノルズ（2010年）

1959年8月4日にアイオワ州セントチャールズに誕生した。出生名はキンバリー・ケイ・ストーン。
当初ノースウェスト・ミズーリ州立大学に入学するが、最初の半年で中退した。その後1980年代後半にサウスイースタン・コミュニティ・カレッジ、1992年から95年にサウスウェスタン・コミュニティ・カレッジに在籍するが、いずれも学位を得ずに中退している。2012年にアイオワ州立大学に入学。2016年12月に卒業した。
1999年と2000年の2回、飲酒運転で検挙されている。これにより、罰金1,500ドル、執行猶予1年の処分を受けた。2017年、レイノルズは自身が2回目の逮捕後にアルコール依存症の入院治療を受け、その後は一切飲酒をしていないことを発表した。
夫のケビン・レイノルズとは1982年に結婚し、2018年時点でジェニファー、ニコル、ジェシカという3人の娘と、9人の孫がいる。
2020年7月17日、レイノルズは複数の公立学区で実施されている週1回のみ対面、その他の日はオンライン授業という計画を無効とした。そして、少なくとも週の半分は対面授業をするように要求した。

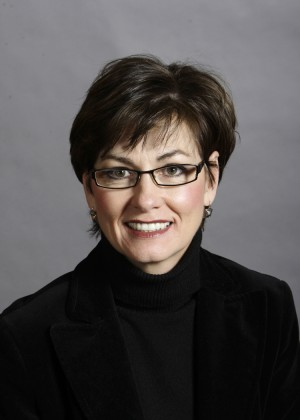
アイオワ州上院議員時代の写真

クラーク郡財務官を4期務めたのち、レイノルズは2008年11月4日に行われたアイオワ州上院議員選挙で第48選挙区に出馬し、民主党の候補であるルース・スミスなどを破って当選した。2010年には、アイオワ州同性婚禁止法に署名した。上院在任中に所属した委員会は、経済成長、環境・エネルギー自給、地方自治、アイオワ再建、交通などである。

## 州副知事としての経歴

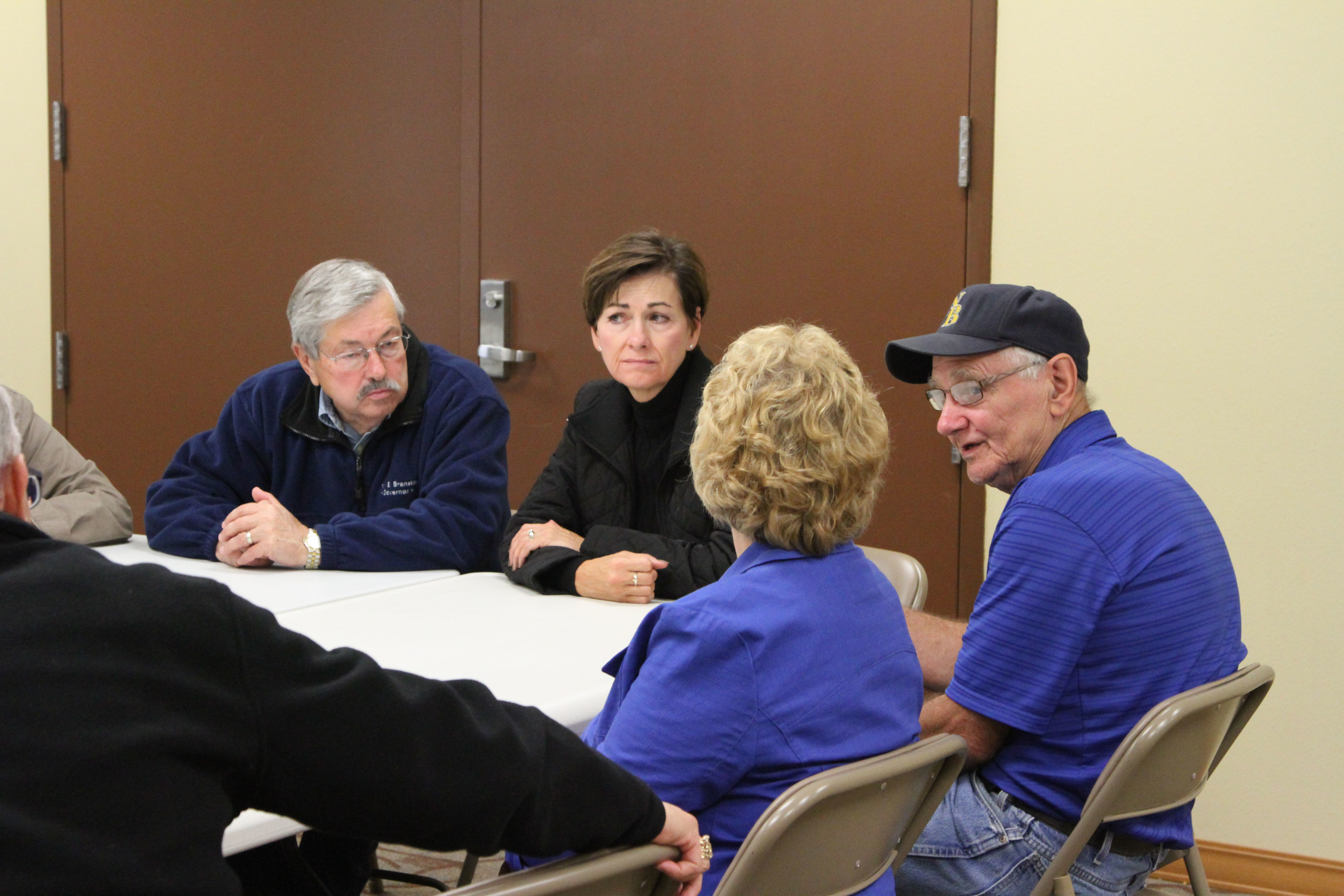
2016年に発生したシダー川氾濫について話すブランスタッドとレイノルズ

2010年6月25日に共和党の州知事候補であるテリー・ブランスタッドは、レイノルズを副知事候補として指名。その翌日にレイノルズが指名を受諾した。そして、2010年11月2日に行われた州知事選挙に勝利した。それに伴い同月12日にレイノルズは上院議員を辞任した。
副知事としての任期は2011年から2017年まで。

2015年7月には、全米副知事協会の会長に選出された。

## 州知事としての経歴
2017年5月24日、現職のテリー・ブランスタッドが駐中華人民共和国大使就任に伴い辞任したことを受け、副知事のレイノルズがアイオワ州知事に女性として初めて就任した。
レイノルズが州知事に就任したことにより、副知事のポストが空位となり、後任の副知事選出手続きには州最高裁が異議を申し立てた。州連邦検事は「レイノルズのように副知事から知事に昇格した者には、後任の副知事を指名する権限は無い。」と述べた。2017年5月25日、レイノルズは州選弁護人のアダム・グレッグが後任の副知事に就任すると発表した。訴訟を回避するため、レイノルズはグレッグが「公的な副知事職を持たず」、彼女の職務遂行が不可能になったとしても知事に昇格することはないと表明した。
2018年にアメリカ合衆国最高裁判所が同性婚を認めたオーバーグフェル対ホッジス裁判を受け、レイノルズは同性婚が既に「決着のついた」問題であるとし、同性婚を禁止しようとする州共和党の方針に従うことを拒否した。
また、トランプ大統領の貿易・関税政策が農家を疲弊させているとし、しかし一方で彼らも最終的には利益を得ると考えている。
2018年5月には、州のエネルギー効率政策を改正する法案と、胎児心拍法（胎児の心拍が計測できる時点以降の人工中絶を禁止する法律）に署名した。これは、「全米で最も厳しい人工中絶禁止法」と言われている。しかし、胎児心拍法は2019年1月に州裁判所によって違憲判決が出された。
2018年に州知事選挙に勝利し、改めて正式な任期が2019年1月18日から開始した。同年3月27日には公立大学の「学問及び思想の自由」を擁護する法案に署名した。
また、州の最高裁判所には保守的な裁判官を任命した。
2020年3月26日、レイノルズは新型コロナウイルス感染症の流行を受け、不要不急の外科手術・歯科治療を停止することを宣言した。さらに、「4月16日以降に延期されるべき不要不急の外科手術には、人工中絶も含まれる。」と主張した。また、4月3日にはアンソニー・ファウチ医師の主張は事実に基づいていないとし、外出禁止令の履行を拒否した。
2020年6月30日には、レイノルズを乗せた車がブラック・ライヴズ・マター主張者の車と衝突した。
2022年11月8日の州知事選挙では民主党候補のデイドラ・デェア(Deidre DeJear)を破り再選された。